# Fritz Kleinert
Fritz Kleinert (* 21. März 1920 in Koitz-Überschau (Kreis Liegnitz, Niederschlesien, heute Kawice Cichoborz, Polen); † 10. Juni 2007) war ein deutscher Funktionär der Sozialistischen Einheitspartei Deutschlands (SED) in der Deutschen Demokratischen Republik (DDR). Er war von 1954 bis 1955 Leiter der Abteilung Leitende Organe des Zentralkomitees (ZK) der SED.

## Leben
Kleinert, Sohn eines Bauern, erlernte nach dem Abschluss der Volksschule den Beruf des Schlossers. 1941 wurde er in die deutsche Wehrmacht eingezogen und kämpfte im Zweiten Weltkrieg. 1944 geriet er in sowjetische Kriegsgefangenschaft. In der Gefangenschaft besuchte er eine Antifa-Schule und wandte sich dem antifaschistischen Nationalkomitee Freies Deutschland (NKFD) zu.
1946 kehrte Kleinert nach Deutschland zurück, ließ sich in Sachsen-Anhalt nieder und begann als Schlosser in Halle zu arbeiten. Nach Gründung der SED wurde er deren Mitglied und 1948 ihr hauptamtlicher Funktionär. 1949 war er Erster Sekretär der Kreisleitung Wittenberg und 1950 der Kreisleitung Quedlinburg. 1951 stieg er zum Leiter für Organisationsfragen der Landesleitung Sachsen-Anhalt auf.
1952/53 absolvierte Kleinert einen Zweijahreslehrgang für leitende Funktionäre an der Parteihochschule der Kommunistischen Partei der Sowjetunion (KPdSU) in Moskau und wurde 1954, als Nachfolger von Willi Elstner, Leiter der Abteilung Leitende Organe des Zentralkomitees der SED in Ost-Berlin.
1958 geriet Kleinert mit Ernst Wollweber, Karl Schirdewan und anderen in Konflikt mit der Partei- und Staatsführung und wurde seines Postens enthoben. Von 1958 bis 1961 war er Erster Sekretär der SED-Kreisleitung in Oranienburg, geriet dann aber erneut in Konflikt mit höheren Stellen. Im Juli 1961 verlor er auch diese Position und war danach bis zu seinem Ruhestand 1986 als Schlosser im Stahl- und Walzwerk Hennigsdorf tätig.
Kleinert blieb einfaches Mitglied der SED und bis zu seinem Tod 2007 in deren Nachfolgeparteien Partei des Demokratischen Sozialismus (PDS) und Die Linke. Er lebte in Birkenwerder.